# Inopsis modulata
Inopsis modulata là một loài bướm đêm thuộc phân họ Arctiinae, họ Erebidae.